# 庙下乡 (汝州市)
庙下乡，是中国河南省汝州市下辖的一个乡镇级行政单位。

## 行政区划
庙下乡共辖以下地区：
庙下村、南杨庄村、乐寨村、下鲁村、长张村、西薛庄村、古城村、唐店村、小寨村、西荒村、罗郭岭村、湾子村、春店村、北胡庄村、文寨村、寺上村、黄寨村、西赵庄村、神沟村、北郭庄村、宋王村、北刘村、北于庄村、姚庄村。